# Hugo Münzner
Hugo Münzner (* 24. Februar 1840 in Obergruna; † 20. November 1925) war ein deutscher Ingenieur und Fabrikant.

## Leben
Hugo Münzner begann 1858 am Polytechnikum Dresden das Studium des Maschinenbaus. Nach zweijährigem Praktikum von Ostern 1861 bis Ostern 1863 setzte er vom Sommersemester 1863 bis zum Sommersemester 1864 sein Studium am Polytechnikum Zürich fort, wo er im April 1863 Mitglied der Baltica Zürich wurde. Zum Wintersemester 1864/1865 wechselte er an das Polytechnikum Karlsruhe und schloss dort im Juli 1865 das Studium als Ingenieur des Maschinenbaus ab.
Im Anschluss an das Studium wurde er Ingenieur in der väterlichen Maschinenfabrik F. A. Münzner in Obergruna. 1872 übernahm er als Mitbesitzer die Leitung des Unternehmens, das Sägewerke, Bergbauunternehmen, Hüttenwerke und Papiermühlen in Europa, Amerika und Japan mit Spezialmaschinen belieferte. Die von ihm entwickelte Münznersche Fangvorrichtung an Förderkörben des Bergbaus erlangte Weltruf und fand nicht nur in Fachaufsätzen und Fachlexika Würdigung, sondern auch in zeitgenössischen Ausgaben allgemeiner Lexika Erwähnung.
Die Maschinenfabrik wurde noch zwei weitere Generationen als Familienunternehmen weitergeführt, bevor es erst 1972 als VEB Bergbauausrüstungen Obergruna verstaatlicht und 1991 von der Treuhand wieder privatisiert wurde. Heute firmiert sie unter dem Namen Hofmeister Maschinen- und Stahlbau GmbH.